# Vaggeryd
Vaggeryd – miejscowość (tätort) w Szwecji, w regionie administracyjnym (län) Jönköping, w gminie Vaggeryd.
Według danych Szwedzkiego Urzędu Statystycznego liczba ludności wyniosła: 5122 (31 grudnia 2015), 5390 (31 grudnia 2018) i 5448 (31 grudnia 2019).